# Front des défenseurs de l'islam
Le Front des défenseurs de l'islam (FPI) est une organisation nationaliste religieuse et islamiste indonésienne fondée en 1998. Créée lors de la chute de la dictature de Soeharto, elle entretient des liens étroits avec l’armée et la police ainsi qu'avec une partie des responsables politiques indonésiens.

## Histoire

### Financement
Le Front des défenseurs de l'islam est connu pour racketter les boîtes de nuits ou les salles de jeux. D'après le spécialiste français Remy Madinier, il s’agit « d’une petite mafia à l’indonésienne qui, à l’occasion, aide les plus démunis au quotidien. » Le FPI s'est ainsi constitué des réseaux de proximité, notamment dans les campagnes et les quartiers populaires, lui assurant une grande influence dans la vie politique du pays.

### Actions politiques
L’organisation est à l'origine en 2016 de manifestations massives contre le gouverneur de Jakarta, Basuki Tjahaja Purnam, un chrétien d'origine chinoise proche du président Joko Widodo, accusé de blasphème. Il est finalement condamné à deux ans de prison à l'issue d'un procès très contesté au sein d’une Indonésie qui se veut séculaire.
Le FPI appelle à voter pour le candidat d’extrême droite Prabowo Subianto lors de l'élection présidentielle indonésienne de 2019. Des messages vidéos de Habib Rizieq Shihab, le chef du FPI vivant en Arabie saoudite, sont diffusés pendant ses meetings. Celui-ci souligne notamment que Prabowo « ne protégeait pas les communistes, les libéraux, les croyances déviantes et les actes indécents et illicites. »
Organisés en milice, ses militants sont accusés d'avoir pris part à des actions violentes contre les Papous lors des émeutes de 2019 en Papouasie.
Le FPI s'est érigé en « résistance » à la politique gouvernementale de lutte contre la pandémie de Covid-19 en Indonésie en 2020. L'organisation a organisé en novembre un rassemblement avec plusieurs milliers de personnes ne portant pas de masques et ignorant les gestes barrières. Le chef de l'organisation, Rizieq Shihab, de retour depuis peu en Indonésie, est convoqué en décembre par la police après avoir à nouveau violé les règles de protection contre le Covid-19 en invitant une dizaine de milliers de personnes au mariage de sa fille.

### Interdiction
En décembre 2020, le groupe fut officiellement dissous après que 29 membres aient été condamnés pour avoir commis des actes de terrorisme et qu'il ait négligé de renouveler sa déclaration. Les dirigeants dirent que leur mouvement continuerait d'agir malgré cela,.